# Mu Sagittarii
Mu Sagittarii (Polis, 13 Sagittarii) é uma estrela múltipla na direção da constelação de Sagittarius. Possui uma ascensão reta de 18h 13m 45.81s e uma declinação de −21° 03′ 31.8″. Sua magnitude aparente é igual a 3.84. Pertence à classe espectral B2III:. É uma estrela variável algol.